# Aghniny Haque
Aghniny Haque (8 de marzo de 1997) es una deportista indonesia que compitió en taekwondo. Ganó una medalla de plata en el Campeonato Asiático de Taekwondo de 2014, en la categoría de –46 kg.

## Palmarés internacional
| Campeonato Asiático | Campeonato Asiático  | Campeonato Asiático | Campeonato Asiático |
| Año                 | Lugar                | Medalla             | Categoría           |
| ------------------- | -------------------- | ------------------- | ------------------- |
| 2014                | Taskent (Uzbekistán) | Medalla de plata    | –46 kg              |